# Musophaga violacea
El turaco violáceo o  turaco violeta  (Musophaga violacea, sin.: Tauraco violaceus) es una especie de ave Musophagiformes de la familia Musophagidae que habita los bosques tropicales del África occidental.  

## Taxonomía
La especie fue descrito científicamente por el naturalista alemán Paul Erdmann Isert en 1788. No se conocen subespecies.

## Descripción

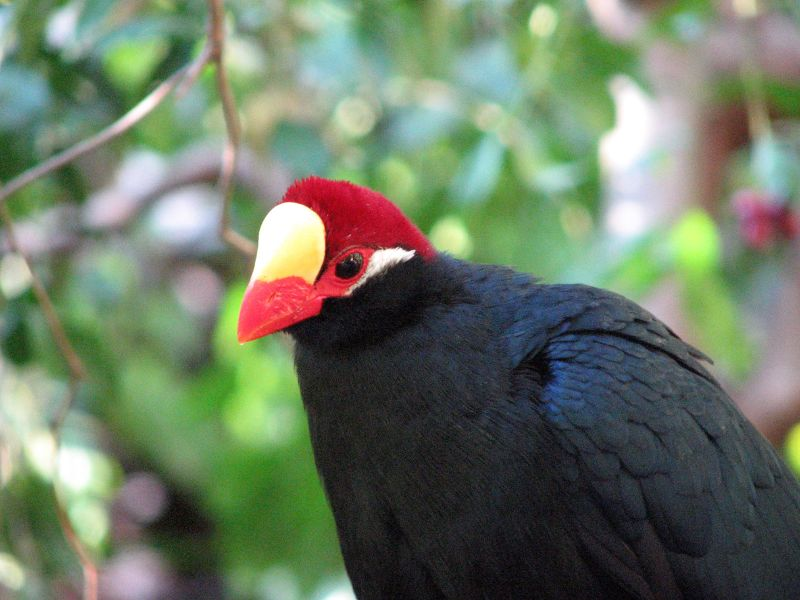
Detalle de la cabeza.

Mide alrededor de 45 cm de largo (cola incluida), y pesa alrededor de 360 g. Su plumaje es principalmente de color morado oscuro satinado, excepto su píleo y nuca rojizos y una lista postocular blanca. Además en vuelo despliega sus primarias carmesí que contrastan con el resto del plumaje. Su grueso pico es rojo bermellón y se prolonga hacia arriba con un escudo frontal redondeado amarillo. Presenta carúnculas rojas alrededor de los ojos. No presenta dimorfismo sexual. 

## Distribución y hábitat
Se extiende por África Occidental desde Senegal hasta Camerún. También habita una zona aislada en el norte de la República Centroafricana. 
El turaco violáceo vive en bosques tropicales primarios con árboles altos y sabanas arboladas. No se le encuentra por encima de los 1000 m s. n. m..

## Comportamiento
Son unas aves muy activas que pasan la mayor parte del tiempo en la copa de los árboles donde se alimenta, socializa y descansa. Sus viajes al suelo suelen ser cortos para beber y tomar baños a los que son muy aficionados. Es un ave territorial al que se le suele encontrar en parejas y en pequeños grupos. Es un ave sedentaria que no recorre largas distancias y que utiliza el vuelo para desplazamientos cortos pues entre los árboles prefiere desplazarse con saltitos entre ramas. 
Se alimenta de frutos, especialmente higos, y algunas semillas.
Forma parejas monógamas que comparten las tareas de crianza: construcción del nido, incubación, alimentación y cuidado de las crías. Construye un nido que consiste en una plataforma endeble de ramitas y materia vegetal. Suele poner dos huevos que incuba que alrededor de 25 días. Los polluelos nacen en avanzado estado con los ojos abiertos y recubiertos de un plumón negruzco que empezará a cambiar por el plumaje adulto a los pocos días. Estarán listos para abandonar el nido a los 22 días aunque permanecerán más tiempo al cuidado de sus padres..

## Conservación
El turaco violáceo está catalogado por la UICN como preocupación menor debido a que las poblaciones permanecen estables y a que su zona de distribución es bastante grande. Los mayores peligros a los que se enfrenta están relacionados con la destrucción y degradación de su hábitat.

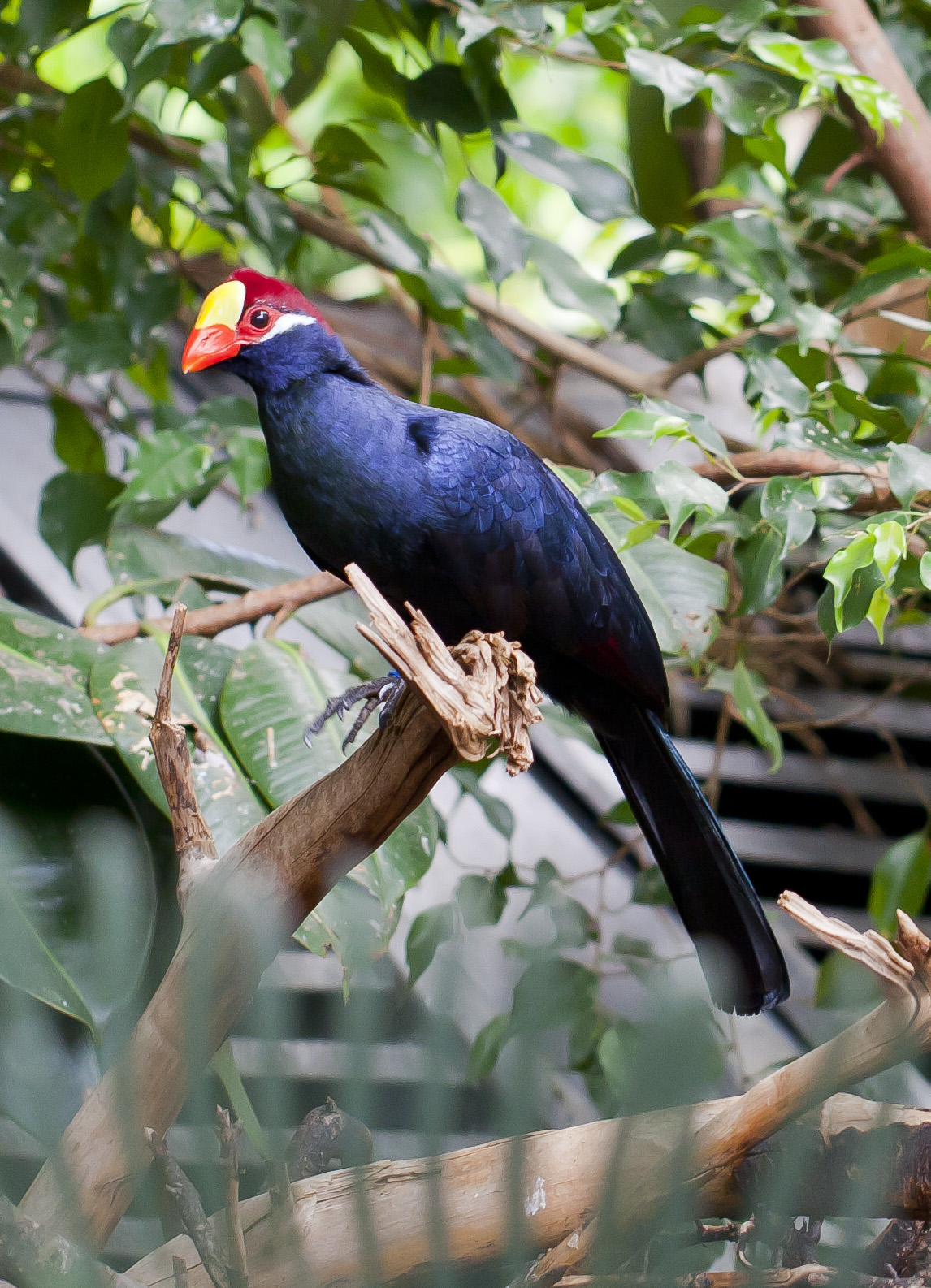
Ejemplar en el zoo de Múnich, Alemania.